# Royal Albert (DLR)

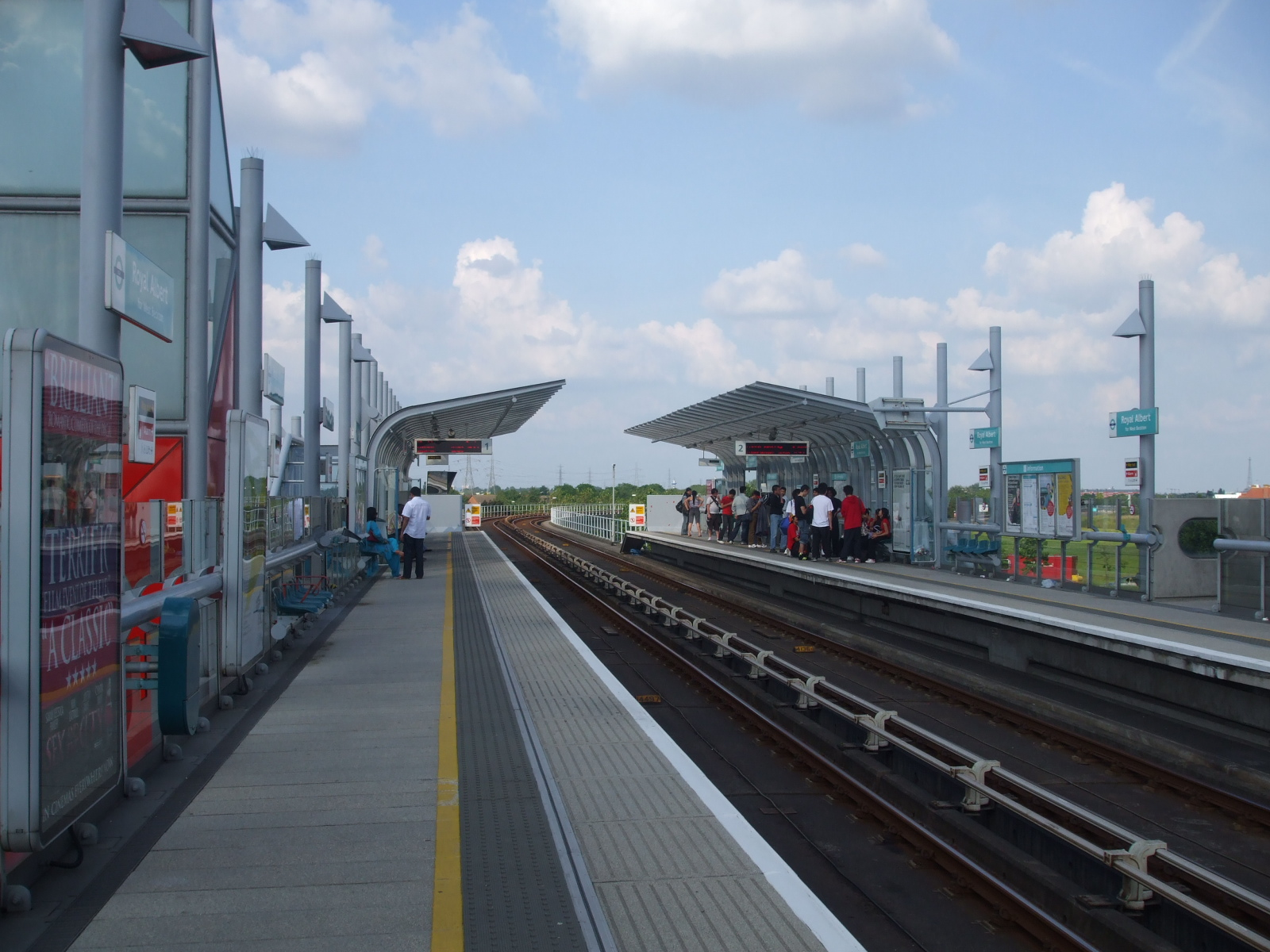
Station Royal Albert

Royal Albert ist eine Station der Docklands Light Railway (DLR) im Londoner Stadtbezirk London Borough of Newham. Sie liegt in der Travel Zone 3 am Royal Albert Way im Stadtteil Custom House. Der Name stammt vom unmittelbar südlich gelegenen Royal Albert Dock.
Eröffnet wurde die Station am 28. März 1994, zusammen mit der Zweigstrecke in Richtung Beckton. Während der Hochblüte der Docklands befand sich etwa 150 Meter weiter östlich der Bahnhof Connaught Road Er war am 3. August 1880 von der Eastern Counties and Thames Junction Railway eröffnet worden und musste am 8. September 1940 aufgrund irreparabler Fliegerbomben-Schäden geschlossen werden.